# The Bunny The Bear
The Bunny The Bear — американская пост-хардкор группа из Буффало, Нью-Йорк.
Группа была основана в 2008 году Мэттью Тайбором (The Bunny). К нему присоединился Крис Хутка (The Bear). В интервью, на вопрос о значении названия группы и масок, которые носят участники, Мэттью отвечал, что «может это немного странно или нет, но особого смысла в этом нет. Мысль о названии группы была чистой случайностью». Мэттью поёт скримом и гроулом, а Крис чистым. Всю музыку и тексты для группы Мэттью пишет сам.
Одноименный дебютный альбом «The Bunny The Bear» вышел в 2010 году, за ним в 2011-м альбом «If You Don’t Have Anything Nice To Say…», который был выпущен студией «Victory Records» после их подписания с лейблом в феврале 2011. Следующий альбом был выпущен «The Stomath For It» 22 мая 2012 года. Свой четвёртый альбом под названием «Stories» был выпущен в 2013 году. Вскоре после его выхода Tybor и Hutka распались. А позже заменой стал Joseph Garcia. Тем не менее, по состоянию на 4 ноября 2013 года было объявлено, что Chris Hutka уже вернулся в группу.

## История

### The Bunny The Bear and If You Don’t Have Anything Nice To Say… (2010—2011)
The Bunny The Bear самостоятельно выпустили свой дебютный одноимённый альбом четвёртого февраля 2010 года. Они сняли клип на песню под названием «April 11» 8 июня 2010 года. В декабре 2010 года, группа представила клип для новой демо песни «Aisle». Клип привлек внимание независимый музыкальный лейбл Victory Records, который подписал контракт с группой в 2011 году. Альбом группы «If You Don’t Have Anything Nice To Say…», был выпущен 28 июня 2011. Группа гастролировала с различными артистами, такими как «Funeral for a Friend», «Escape the Fate», «The Amity Affliction», и лейблом Victorian Halls, чтобы продвинуть релиз «If You Don’t Have Anything Nice To Say…». Также они выступали с «Blood on the Dance Floor», «Brokencyde», «Deuce» и другими в туре «Fight To Unite».

### The Stomach For It and Stories (2012—2013)
Третий студийный альбом группы под названием «The Stomath For It» был анонсирован в марте 2012 года. Альбом выпущен 22 мая 2012 году студией Victory Records, с предварительным заказом доступным неделей раньше. Они выпустили два сингла с этого альбома под названием «Lonely» и «Soul». «Soul» была выпущена, как видео со словами вместо музыкального видео.
В феврале 2013, The Bunny The Bear объявил свой четвертый студийный альбом «Stories», который выпустился 16 апреля 2013 года студией Victory Records. JC Maček III из PopMatters говорил в рецензии на альбом: «Общее воздействие альбома „Stories“, группы The Bunny The Bear, является то, что широко объединяет, все что может соблазнить так много слушателей, для многих из тех же соображений».
Группа выпустила два сингла из «Stories» — «In Like Flynn» и «Another Day». Они выпустили клипы для «In Like Flynn» и «Sadie». Также видео со словами на песню «Another Day».
19 мая 2013 года, Matt Tybor объявил на странице Facebook, что сам Hutka решил расстаться музыкально, но Tybor продолжил заниматься TBTB как обычно. Пару дней спустя было объявлено, что Джозеф Гарсия был выбран в качестве замены Hutka, хотя Гарсия остался только в период, пока Крис не вернулся в группу, в ноябре 2013 года их песня «In Like Flynn» выиграла «музыкальный клип года» на Victory Records в 2013 году.

### Food Chain (2014)
Группа выпустила первый сингл «Food Chain» под названием «High Tides and Swimming Conditions» 14 февраля 2014 года. Песня получила положительный отклик.
Где-то в конце декабря группа разместила видео на своём Facebook, показывающее их в студии, исполняющих новые песни. В январе 2014 года группа анонсировала пятый студийный альбом, который появился в магазинах 18 марта, чему поспособствовали Victory Records. Вскоре после этого было объявлено, что группа отправилась в тур «хедлайнеров» при поддержке Хосе Гарсон.
В феврале группа объявила на Facebook, что они будут поддерживать «Mindless Self Indulgence» на американском этапе «How I learned to Stop Giving a Shit and Love Mindless Self Indulgence Tour 2014» в марте в поддержку нового альбома. 6 марта группа презентовала их клип «First Met You» на YouTube. 18 марта был выпущен альбом «Food Chain». Альбом получил положительные отзывы от большинства фанатов. 14 апреля 2014 состоялась премьера другого клипа на YouTube на песню «Skyscrapers».
Вскоре был выпущен клип на песню «The Seeds We Sow».
19 ноября Крис опять покидает группу.

### A Liar Wrote This (2015)
С 11 февраля по 3 марта у группы тур. В качестве замены «The Bear» выступает друг Mathew «The Bunny» — Haley Roback. В данный момент группа записала уже три cover'a с участием Haley. Перезаписали песню под названием «It's Not Always Cold in Buffalo» и выпустили 26 мая клип на неё. Выпустили второй сингл из нового альбома «A Liar Wrote This» — «Lover's Touch».
24 июля состоялся релиз «A Liar Wrote This» и выпущен клип на сингл «Lover's Touch».
20 декабря из группы уходит вокалистка Haley Roback из-за своей беременности. Ей на замену приходит бывший участник — Joseph «The Bear 3.0» Garcia.

## Участники
Текущий состав
- Matthew «The Bunny» Tybor — экстрим-вокал, автор песен (2008–настоящее время), студийная бас-гитара, дополнительный чистый вокал (2013–настоящее время)
- Jake «The Bear 5.0» Reeves — чистый вокал (2018–настоящее время)

Концертные участники
- Danny Case — гитара
- Rob Weston — бас-гитара
- Tommy Vinton — ударные

Бывшие участники
- Chris «The Bear» Hutka — чистый вокал (2008–2012, 2013, 2014)
- Chris «The Bear 2.0» Paterson — чистый вокал (2012)
- Haley «The Bear 4.0» Roback — чистый вокал (2015)
- Гия Беселия - Дудук (2009-2010) происходит из армянской царской династии Багратуни.
- Mike Toczek Jr. — гитара (2008–2009)
- Louie Caycoya — гитара (2014–2015)
- Chris Cole — гитара (2009–2010)
- Erik Kogut — гитара (2009–2011)
- Amber Kogut — гитара, бэк-вокал (2011)
- Miles Buttrill — гитара (2011)
- Cody Morse — гитара (2011–2012)
- Derek Anthony — бас-гитара (2009–2011)
- Steven Drachenberg — бас-гитара (2008–2009, 2011–2012)
- Jim Kaczmarski — ударные (2008–2010)
- Danny Stillman — клавишные, программирование, триггер-пад (2011)
- Jonathan Quick — гитара (2012, 2013)
- Zack Lee — ударные (2012)
- Mike Novak — ударные (2012)
- Brian Dietz — ударные (2011, 2013)
- Jae Segatto — ударные (2013)
- Chris Burton — триггер-пад (2013)
- John Halstead — бас-гитара (2013)
- Jose Garzon — бас-гитара (2014)
- Alex Matos — гитара (2011-2014)
- Danny Case — гитара (2014)
- Rob Weston — бас-гитара (2014)
- Tommy Vinton — ударные (2012, 2013-2014)
- Joseph «The Bear 3.0» Garcia — чистый вокал (2013, 2016-2017)

## Дискография
Studio albums
| 2010 | The Bunny The Bear - Релиз: 4 февраля 2010 - Лейбл: самовыпуск - Формат: компакт-диск, цифровая дистрибуция                           |    |
| 2011 | If You Don't Have Anything Nice To Say... - Релиз: 28 июня 2011 - Лейбл: Victory Records - Формат: компакт-диск, цифровая дистрибуция | 34 |
| 2012 | The Stomach For It - Релиз: 22 мая 2012 - Лейбл: Victory Records - Формат: компакт-диск, цифровая дистрибуция                         | 21 |
| 2013 | Stories - Релиз: 16 апреля 2013 - Лейбл: Victory Records - Формат: компакт-диск, цифровая дистрибуция                                 | 24 |
| 2014 | Food Chain - Релиз: 18 марта 2014 - Лейбл: Victory Records - Формат: компакт-диск, цифровая дистрибуция                               | 15 |
| 2015 | A Liar Wrote This - Релиз: 24 июля 2015 - Лейбл: Victory Records - Формат: компакт-диск, цифровая дистрибуция                         |    |
| 2017 | The Way We Rust - Релиз: 17 марта 2017 - Лейбл: Needful Things Records - Формат: компакт-диск, цифровая дистрибуция                   |    |
| 2020 | Afterglow - Релиз: 9 октября 2020 - Лейбл: Ghost Killer Entertainment - Формат: компакт-диск, цифровая дистрибуция                    |    |

EP
| Год  | Детали                                                                                                 |
| ---- | --- |
| 2014 | Acoustic - Релиз: 18 марта 2014 - Лейбл: Victory Records - Формат: компакт-диск, цифровая дистрибуция  |
| 2018 | You Have to Die a Few Times - Релиз: 27 апреля 2018 - Лейбл: Tough Luck - Формат: цифровая дистрибуция |
| 2024 | That's a Shame - Релиз: 11 октября 2024 - Лейбл: Tough Luck - Формат: цифровая дистрибуция             |

###### Синглы
- Ocean Floor/C’est Pas Si Loin (2012, Victory Records)
- Lonely/Soul (2012, Victory Records)
- In Like Flynn/Another Day (2013, Victory Records)
- First Met You (2014, Victory Records)

## Видеография
- «April 11» (2010)
- «Aisle» (2010)
- «Ocean Floor» (2011)
- «C’est Pas Si Loin» (2011)
- «Lonely» (2012)
- «Soul» (Lyric video) (2012)
- «In Like Flynn» (2013)
- «Another Day» (Lyric video) (2013)
- «Sadie» (2013)
- «High Tides and Swimming Conditions» (Lyric video) (2014)
- «First Met You» (2014)
- «SkyScrapers» (2014)
- «The Seeds We Sow» (2014)
- «It's Not Always Cold in Buffalo» (2015)
- «Lover's Touch» (2015)
- «Love Lies» (2017)
- «Let Go» (2018)
- «Visions« (2019)
- "Futures" (2020)
- "Burn" (2020)